# David Schwarz
David Schwarz (Keszthely, Mađarska, 2. listopada 1850. – Beč, 13. siječnja 1897.), trgovac i izumitelj židovsko-mađarskog podrijetla. Tvorac prvoga upravljivog aluminijskog zračnog broda s benzinskim motorom. S trinaest godina nastanio se s majkom u Županji. Završivši trgovački zanat, postao je trgovcem brašnom u Zagrebu 1890. Kako bi mogao dalje razvijati svoj naum, otišao je u Njemačku te zainteresirao tvorničara aluminija Carla Berga za izradbu letjelica. Pridobivši zanimanje ruskoga vojnog atašea, Schwarz je u Sankt Peterburgu 1893. izgradio zračni brod. No optužen za špijunažu u korist Austrije, uništio ga je dan uoči predstavljanja javnosti i pobjegao u Zagreb, odakle je nastavio tražiti potporu za ostvarivanje svoje zamisli. Na kraju su mu je pružili njemački car Vilim II., Carl Berg i balonar Bartsch von Siegeld, dodijelivši mu 1895. na raspolaganje vojno uzletište Tempelhof pokraj Berlina. Ondje je od aluminija izgradio zračni brod oblika topovske granate, ispunjen vodikom, dugačak 48 metara, promjera 12 metara, mase 3560 kilograma, obujma 3697 m3; pokretao ga je benzinski motor snage 11,76 kW. Brod je prvi put uspješno iskušao 8. listopada 1896., kada se zbog slabe kvalitete plina podignuo samo jedan metar. Prvi službeni let zakazan za 15. siječnja 1897. Schwarz nije dočekao. Ipak, let je obavljen 3. studenog 1897., kada se brod srušio zbog pada remenja s propelera, a pilot se spasio iskakanjem iz letjelice. Potaknut Schwarzovom idejom, grof Ferdinand von Zeppelin od Schwarzove udovice za 15000 njemačkih maraka otkupio je projekt s nacrtima, na osnovi kojih je 1900. izradio svoj brod (cepelin), i njime nezasluženo stekao slavu tvorca prvoga zračnoga broda.

## Životopis
Živio je u Županji od svoje trinaeste godine. Upisuje obrtnu školu te izučava trgovački zanat. Bio je trgovac brašnom. U Županji provodi veći dio svoga života te upoznaje svoju suprugu Melani. Svjestan nepotpunih i opasnih rješenja na balonima, želi napraviti upravljivu zračnu letjelicu. Na svoj prototip drugi od izumitelja ugrađuje benzinski motor (prvi je bio Hermann Wölfert 1888.). U Petrogradu pod pokroviteljstvom cara Aleksandra III. gradi prvi metalni zračni brod na svijetu. Nakon optužbi da je austrijski špijun uništava svoju konstrukciju i bježi u Njemačku gdje uz potporu vojske na polju Tempelhof kraj Berlina ponovno gradi zračni brod. Načinio je zračni brod duljine 48 m, promjera 12 m, širine 13,5 m. Prvi neslužbeni let bio je izveden 1896., kada se brod podigao tek jedan metar. Prvi službeni let bio je predviđen za 15. siječnja 1897. no dva dana ranije dok se očekivao Schwarzov dolazak u Berlin, on u Beču umire od posljedica moždanog udara. Nakon njegove smrti mehaničar Ernest Jagels 3. studenog 1897. uzdiže Schwarzov brod na 464 metara gdje se dešava nezgoda zbog ispadanja remena s remenice za pogon bočnih elisa.
Nacrte od Schwarzove udovice Melanie Schwarz kasnije kupuje njemački general, grof Ferdinand von Zeppelin, za 15.000 maraka.

## Zračni brod
Zračni brod je upravljiva zračna letjelica lakša od zraka (aerostat) s vlastitim pogonom, kadšto se kaže i dirižabl. Čini ga tijelo aerodinamičkoga vretenasta oblika od tekstilne ili limene ovojnice, koja se isprva ispunjavala vodikom, a danas se puni helijem ili vrućim zrakom. Tijelo može biti s krutom potkonstrukcijom, koja mu daje stalan oblik bez obzira na okolne uvjete, ili bez takve konstrukcije, kada se oblik zadržava nadtlakom plina unutar tijela. Zračni brod opremljen je i motorom s propelerom, sustavom za upravljanje s aerodinamički oblikovanim pokretnim plohama, te gondolom s prostorom za posadu i putnike. Zračni brodovi pojavili su se potkraj 19. stoljeća kao prve upravljive zračne letjelice. U njihovu je razvoju bio ključan rad hrvatskog izumitelja D. Schwarza, koji je 1896. konstruirao prvi zračni brod krute konstrukcije. Otkupivši Schwarzove nacrte, na temelju njegovih tehničkih rješenja svoje je letjelice gradio Ferdinand von Zeppelin, koji se nepravedno smatra ocem zračnih brodova krute konstrukcije, a koji se gdjekad nazivaju cepelinima. Nakon početnoga razdoblja primjene u vojništvu i zračnom prijevozu putnika, zaredale su katastrofe takvih brodova s ljudskim žrtvama (na primjer zračnoga broda Hindenburg, 1937.), pa se za te namjene dulje vrijeme nisu upotrebljavali. Danas se rabe u reklamne i turističke svrhe, katkad i za snimanja ili istraživanja iz zraka, prijevoz tereta, a istražuju se i druge mogućnosti njihove primjene.

## Djela
- Cvi Rotem: David Schwarz, Tragödie des Erfinders; Manuskript (1983.)
- Eckhard Trox(Hrsg.): Der Traum vom Fliegen. Carl Berg und die Luftschiffidee von Lüdenscheid bis Lakehurst. (Forschungen zur Geschichte Preußens im südlichen Westfalen, Bd. 4., Lüdenscheid, 2000.)
- G. Bresonik: David Schwarz - Carl Berg - Graf Zeppelin, Ein Beitrag zur Frühgeschichte des Starrluftschiffes, (in: Zeppelin und Frankreich. Szenen einer Hassliebe (Hrsg. W. Meighörner), Friedrichshafen 1998., 42. – 57.)

## Vanjske poveznice
- Zrakoplovstvo u Hrvata
- O David Schwarzu na engleskom
- David Schwarz Hrvatska tehnička enciklopedija, portal hrvatske tehničke baštine. LZMK